# Ferrari 150º Italia
La Ferrari 150º Italia (numero di progetto 662, precedentemente nota come Ferrari F150th Italia, ed abbreviata in F150) è la cinquantasettesima monoposto, costruita dalla casa automobilistica Ferrari, per partecipare alla stagione 2011 di Formula 1. La scelta del nome è un omaggio che la Scuderia Ferrari porge al 150º Anniversario dell'Unità d'Italia.
Presentata il 28 gennaio 2011, sostituisce la Ferrari F10, la quale ha disputato il mondiale 2010. La vettura presenta la classica colorazione rossa con inserti bianchi, con lo sponsor Santander e un tricolore sull'ala posteriore per celebrare l'Unità d'Italia. Sul cofano motore è stato invece collocato il nuovo logo della Scuderia Ferrari.
Dopo un avvio di stagione poco esaltante e sovrastata dalle velocissime Red Bull RB7, la F150, sotto la guida del nuovo direttore tecnico Pat Fry, è riuscita a contenere i danni conquistando nove podi e una vittoria grazie a Fernando Alonso.

## Presentazione
Nonostante la presentazione della vettura dovesse avere luogo il 28 gennaio 2011, il 26 gennaio la Ferrari ha deciso di rivelare in anteprima al presidente della Repubblica Giorgio Napolitano il nome della vettura che rende omaggio all'Unità d'Italia. Il 28 si è poi svolta, in una tensostruttura appositamente allestita all'interno della fabbrica di Maranello, la consueta cerimonia di presentazione. Erano presenti i piloti, lo staff della Scuderia Ferrari, Luca di Montezemolo, i vertici Fiat e i rappresentanti degli sponsor.

## Sviluppo
Lo sviluppo della 150ª Italia segue le nuove direttive regolamentari della stagione 2011 e vede la presenza di alcuni elementi nuovi rispetto al passato come la reintroduzione del Kers, la presenza dell'alettone posteriore mobile (DRS), l'assenza del doppio diffusore e del F-duct, questi ultimi vietati dal regolamento 2011.
Il progetto della F150, nato sotto la direzione tecnica di Aldo Costa, è stato portato avanti da Pat Fry subentrato a Costa prima del GP di Monaco a causa della scarsa competitività iniziale della vettura. La decisione di allontanare Costa è stata presa da Stefano Domenicali che già in gennaio aveva chiesto una vettura veloce e innovativa al pari della concorrenza, pena un avvicendamento ai vertici della direzione tecnica.
Nel complesso la F150 è risultata una vettura mediocre, carente dal punto di vista del carico aerodinamico e spesso in difficoltà con le mescole più dure delle nuove gomme Pirelli. Tuttavia, gli aggiornamenti portati durante la stagione hanno permesso di archiviare buone prestazioni anche se in occasione degli ultimi gran premi del mondiale si è deciso di interromperne lo sviluppo riproponendo, per le gare successive, soluzioni già adottate durante la stagione oppure soluzioni sperimentali in vista del 2012 (come l'alettone anteriore flessibile). L'attenzione è stata infatti spostata sulla vettura 2012 che, al contrario degli anni precedenti, sarebbe stata realizzata da zero.

### Aerodinamica
L'aerodinamica è stata la parte più discussa della F150 e quella che ha creato i maggiori problemi durante la stagione. Infatti, un'errata calibrazione degli strumenti della galleria del vento di Maranello, scoperta solo dopo qualche gara, ha portato a deliberare soluzioni che poi in pista si sono rivelate deludenti e con un rendimento inferiore alle aspettative. Questo inconveniente ha condizionato pesantemente anche lo sviluppo del resto della vettura. Infatti, durante le prove libere dei GP, la Ferrari era costretta ad eseguire quei test che avrebbe dovuto effettuare in galleria del vento per deliberare eventuali nuove soluzioni invece che concentrarsi che sulla ricerca dell'assetto ideale per la gara o sullo studio del comportamento degli pneumatici.
Questi problemi sono stati alla base della cronica mancanza di carico aerodinamico che nel corso della stagione è stata solo in parte rimossa. Tuttavia la F150 riusciva a compensare le carenze aerodinamiche con l'aderenza meccanica, ossia quella fornita dalle gomme nelle mescole più morbide e dalle sospensioni. Per questo nelle gare dove si adottavano le mescole soft o supersoft la F150 riusciva ad avvicinarsi ai più veloci. Infatti i primi risultati sono arrivati o in piste a basso carico (GP di Turchia) o in circuiti cittadini (GP di Monaco e GP di Europa) dove la trazione meccanica in uscita dalle curve lente prevale su quella generata dall'aerodinamica.
Un altro dei punti chiave dello sviluppo aerodinamico è stato il tema legato al soffiaggio degli scarichi sul diffusore posteriore onde generare carico aggiuntivo al posteriore con benefici anche sulla trazione nelle curve veloci e sull'efficienza degli pneumatici. Purtroppo il sistema Ferrari non si è mai rivelato efficace come quello Red Bull specialmente a causa del motore che mal si adattava agli scarichi soffiati, al contrario del motore Renault adottato dalla squadra austriaca (vedi la sezione Motore).
Al momento della presentazione la vettura si presentava in una versione ibrida, ossia con gli alettoni della F10 ma con un nuovo muso, ora alto e appiattito, e nuove prese d'aria laterali, rialzate e con un andamento rettangolare. Il primo ricordava quello della Red Bull RB6 mentre le seconde sono state progettate sulla base di quelle della McLaren MP4-25.
Inoltre la F150 sfoggiava nuove pance laterali, più rastremate nella parte terminale soprattutto grazie a una sospensione di tipo push-rod rivista nella geometria con puntone molto inclinato e gruppo molla-ammortizzatore estremamente ridotto. La scelta di utilizzare ancora lo schema push-rod è risultata piuttosto convenzionale rispetto alla concorrenza che nel frattempo si era convertita al pull-rod che permette di realizzare fiancate ancora più rastremate e quindi ottimizzare i flussi aerodinamici. Rispetto alla F10 spiccano naturalmente l'assenza del doppio diffusore, della pinna sul cofano motore vietata per l'utilizzo del DRS e dell'F-duct.

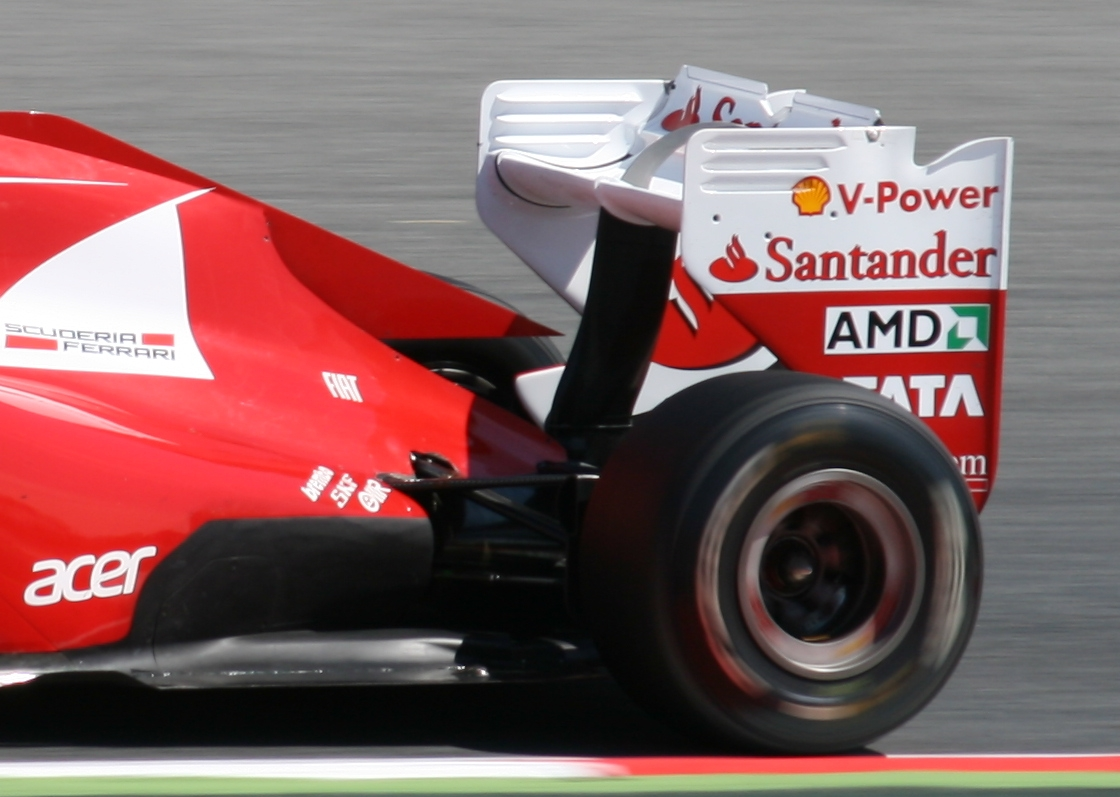
L'ala posteriore giudicata irregolare a Montmeló.

Nella configurazione ibrida la F150 si è presentata alle prime due sessioni di test stagionali. Solo in occasione dei test di Montmeló è stata introdotta la versione definitiva con gli alettoni in configurazione 2011, un nuovo diffusore e prese d'aria ridotte. Queste soluzioni sono state adottate fino al GP di Spagna dove è stato introdotto un nuovo fondo in funzione degli scarichi a soffiaggio caldo e un nuovo assetto picchiato stile Red Bull. Inoltre proprio in Spagna era stata introdotta una nuova ala posteriore con un profilo più carico poi bocciata dalla FIA prima della gara perché non conforme al regolamento.
Tuttavia per vedere una vera evoluzione della F150 si è dovuto aspettare fino al GP di Gran Bretagna 2011 dove la Ferrari ha portato numerose novità grazie anche al fatto di aver risolto i problemi in galleria del vento. Queste novità sono consistite principalmente in nuovi alettoni, in grado di garantire maggior carico, nuove fiancate, grazie all'introduzione di una nuova sospensione, e altri piccoli particolari aerodinamici.
Il secondo importante step evolutivo lo si è avuto in occasione del GP del Belgio dove è stato portato un nuovo alettone anteriore con doppi flap, un nuovo diffusore posteriore, abbinato a una nuova configurazione degli scarichi, e un alettone posteriore leggermente rivisto nel profilo. Sempre in occasione dello stesso GP è stata abbandonata la sospensione posteriore introdotta a Silverstone per tornare a quella precedente ma senza particolari benefici.
Le soluzioni viste in Belgio sono poi state mantenute per il GP di'Italia salvo adottare profili più scarichi, disegnati ad-hoc per Monza, onde privilegiare la velocità di punta.
A partire dal Gran Premio d'Italia lo sviluppo della 150ª Italia è stato interrotto e per le seguenti gare sono state adottate configurazioni aerodinamiche già viste durante l'anno, oppure testate in funzione del progetto del 2012. Tra queste, l'alettone anteriore flessibile su imitazione di quello impiegato dalla Red Bull. in India tuttavia sulla Ferrari di Massa è stata soggetta a oscillazioni eccessive delle paratie laterali che arrivavano a strisciare letteralmente sull'asfalto producendo scintille.

### Motore
Essendo stato stabilito da regolamento il blocco dello sviluppo dei motori a partire dal 2006, il propulsore della 150ª Italia è l'ormai collaudatissimo V8 Tipo 056 a 90° montato per la prima volta sulla 248 F1; sono stati tuttavia sviluppati aspetti legati all'affidabilità, ai consumi ed alla pneumatica, oltre a quelli connessi alla reintroduzione del KERS (come l'albero motore, i sistemi di raffreddamento e lubrificazione). Nel complesso il V8 056 aveva consumi pari al 10% in meno rispetto al 2010 in quanto il serbatoio del carburante è stato ridotto per far posto al sistema di recupero dell'energia.

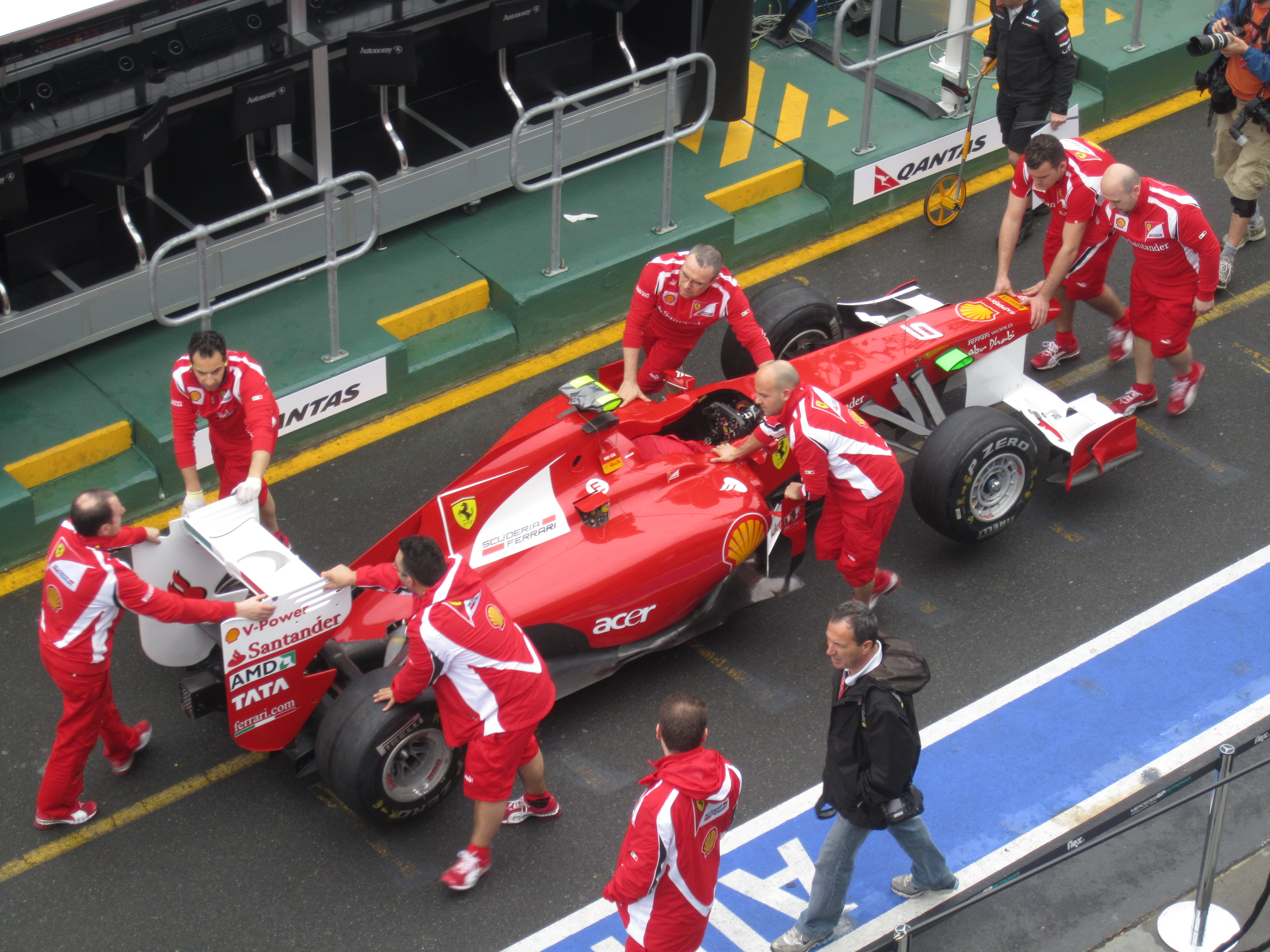
La F150 ai box durante le libere del GP d'Australia.

Durante la stagione sono state invece affrontate le numerose problematiche legate agli scarichi soffiati tipo Red Bull. Ossia l'utilizzo dei gas di scarico come dispositivo aerodinamico volto a sigillare il diffusore sul flusso d'aria passante sotto la vettura. Inizialmente la F150 si limitava ad utilizzare il cosiddetto soffiaggio freddo prima di passare al soffiaggio caldo (hot blowing) come Red Bull e McLaren. L'hot blowing consisteva sostanzialmente nell'utilizzare particolari mappature del motore tali da iniettare negli scarichi benzina inocombusta durante le fasi di rilascio che, incendiandosi, permetteva di avere un flusso costante dei gas di scarico sul diffusore anche ad acceleratore chiuso. Tuttavia queste particolari mappature venivano utilizzate soltanto in qualifica perché un uso prolungato avrebbe compromesso l'affidabilità del motore. In gara venivano adottate soluzioni più conservative. Per cercare di sfruttare al meglio questo fenomeno, durante la stagione sono state adottate differenti configurazioni degli scarichi a seconda del circuito.
A metà stagione gli scarichi soffiati sono stati anche oggetto di una disputa tra team e FIA. In occasione del GP d'Europa è stata infatti proibita la modifica delle mappature tra qualifica e gare mentre in occasione del GP di Gran Bretagna è stato bandito l'hot blowing perché l'unica funzione del motore deve essere quella di far muovere la vettura e non quella di fungere indirettamente da dispositivo aerodinamico. Tuttavia già a partire dal GP successivo è stato riammesso purché le mappature non vengano modificate tra qualifica e gara.
Nel complesso il sistema di scarichi Ferrari non si è mai rivelato all'altezza di quello Red Bull proprio a causa del motore che, al contrario del Renault montato sulla RB7, non era stato concepito fin dall'inizio per il soffiaggio. Infatti il soffiaggio veniva già utilizzato marginalmente a metà degli anni 2000 per motivi di affidabilità, ma solo la Renault ne aveva concepito uno in cui il soffiaggio avesse un ruolo preponderante anche se ancora non legato all'aerodinamica.

#### Il KERS
Per la prima volta a partire dal 2009, fa il suo ritorno in scena il discusso sistema di recupero dell'energia. In realtà non era mai stato vietato dal regolamento, ma un gentlemen's agreement tra le varie scuderia aveva fatto sì che per il 2010 non si usasse questo dispositivo. Per favorire l'adozione del Kinetic Energy Recovery System, la FIA ha anche innalzato il peso minimo delle monoposto a 640 kg.
Il KERS della Ferrari è stato sviluppato in collaborazione con la Magneti Marelli e un'altra ditta americana. Rispetto al 2009, l'evoluzione della tecnologia ha permesso una notevole riduzione delle dimensioni e del peso tanto che si risparmiano 20 kg circa rispetto alla F60. È inoltre aumentata la capacità di conservazione delle batterie al litio per evitare che un eventuale surriscaldamento pregiudichi l'efficienza degli accumulatori. Le batterie si trovano in un vano ricavato nel serbatoio per ridurre al minimo i cablaggi.
Per quanto riguarda le prestazioni sono quelle imposte dalla FIA già a partire dal 2009: 400 kilojoule di energia utilizzabile che equivalgono a circa 60 kilowatt (82 CV) di potenza per un periodo massimo di 6,7 secondi al giro.

### Sospensioni
Anche per quanto riguarda le sospensioni, la F150 si distingue dalla F10 in numerosi particolari. Innanzitutto, per realizzare un posteriore molto compatto, è stata rivista la sospensione posteriore che, pur mantenendo lo schema push-rod, è stata ridotta negli ingombri inclinando in avanti il puntone e riducendo al massimo il gruppo molla-ammortizzatore. In questo modo si sarebbero dovuti eguagliare i vantaggi del pull-rod. La scelta di utilizzare ancora il push-rod si è rivelata però piuttosto conservativa dal momento che tutta la concorrenza si era convertita al più compatto pull-rod. Tuttavia questa scelta, secondo Nicholas Tombazis, avrebbe dovuto pagare al momento di regolare le sospensioni in quanto il push-rod è più facile da mettere a punto.
Anche la sospensione anteriore è stata modificata rispetto al 2010. Infatti la maggiore altezza da terra del musetto ha comportato la modifica degli attacchi dei triangoli delle sospensioni con i bracci dello sterzo collocati più in basso e non più inglobati nella carenatura del triangolo superiore.
Contrariamente alle aspettative il del push-rod posteriore si è rivelato deludente in quanto limitava il rendimento della vettura al momento di utilizzare le gomme nelle mescole più dure. Per ovviare a questo problema, in occasione delle prove libere del Gran Premio del Canada, la Ferrari ha introdotto una nuova sospensione posteriore che sarebbe poi stata adottata a partire da Silverstone. La conseguenza più importante di questo nuovo componente, sempre di tipo push-rod ma ulteriormente rivisto nella geometria, è stata quella di essere più gentile con le gomme e allo stesso tempo più efficace. Infatti, rispetto alla concorrenza, questa nuova sospensione impiegava più tempo a mandare in temperatura gli pneumatici posteriori che però potevano durare qualche giro in più. Allo stesso tempo aiutava a far lavorare meglio gli pneumatici di mescola dura che fino a quel momento erano stati il tallone di Achille della F150 in quanto la sospensione precedente non li faceva lavorare nel range di temperatura ideale influenzando negativamente la trazione e consumandoli anzitempo. Un'altra conseguenza di questo nuovo componente è stata quella di migliorare la qualità dei flussi aerodinamici sul diffusore.

## Contestazioni sul nome
Il 10 febbraio 2011 la casa automobilistica Ford ha dichiarato la sua intenzione di citare in giudizio la Scuderia Ferrari per l'utilizzo del marchio F150, già in uso dalla casa di Detroit per il suo pick-up F-150; il giorno stesso, sul sito ufficiale del team di Maranello viene specificato che la sigla F150 viene usata come abbreviativo della denominazione completa della monoposto, F150th Italia. Il 4 marzo seguente viene definitivamente ufficializzato il nome della vettura, 150º Italia per meglio celebrare l'italianità della macchina.

## Carriera agonistica
Per il 2011 la Scuderia Ferrari schiera ancora la coppia composta da Fernando Alonso e Felipe Massa che a stagione in corso verranno riconfermati alla guida della rossa rispettivamente fino al 2016 e al 2012. La novità più importante all'interno della scuderia sono gli arrivi di Pat Fry e Neil Martin, entrambi provenienti dalla McLaren, con il compito di decidere le strategie da usare in gara e di coordinare il lavoro a muretto durante le gare. Tuttavia a stagione in corso Pat Fry verrà nominato responsabile del settore autotelai e sostituirà Aldo Costa alla direzione tecnica della Gestione Sportiva.
Nell'ambito dei piloti collaudatori viene confermata la presenza di Giancarlo Fisichella e di Marc Gené, entrambi lasciati liberi di correre altrove con Fisichella impegnato nel FIA GT2, con la Ferrari 458 Italia dell'AF Corse, e Gené nel LMP1 con la Peugeot 908. Il ruolo di pilota di riserva viene assegnato al giovane Jules Bianchi allievo della Ferrari Driver Academy che all'epoca militava in GP2. A loro si affiancano Andrea Bertolini, impegnato anche nel trofeo Superstars con la Maserati, e Davide Rigon. Entrambi si occupano delle sessioni di test al simulatore in assenza dei piloti titolari.

### Test

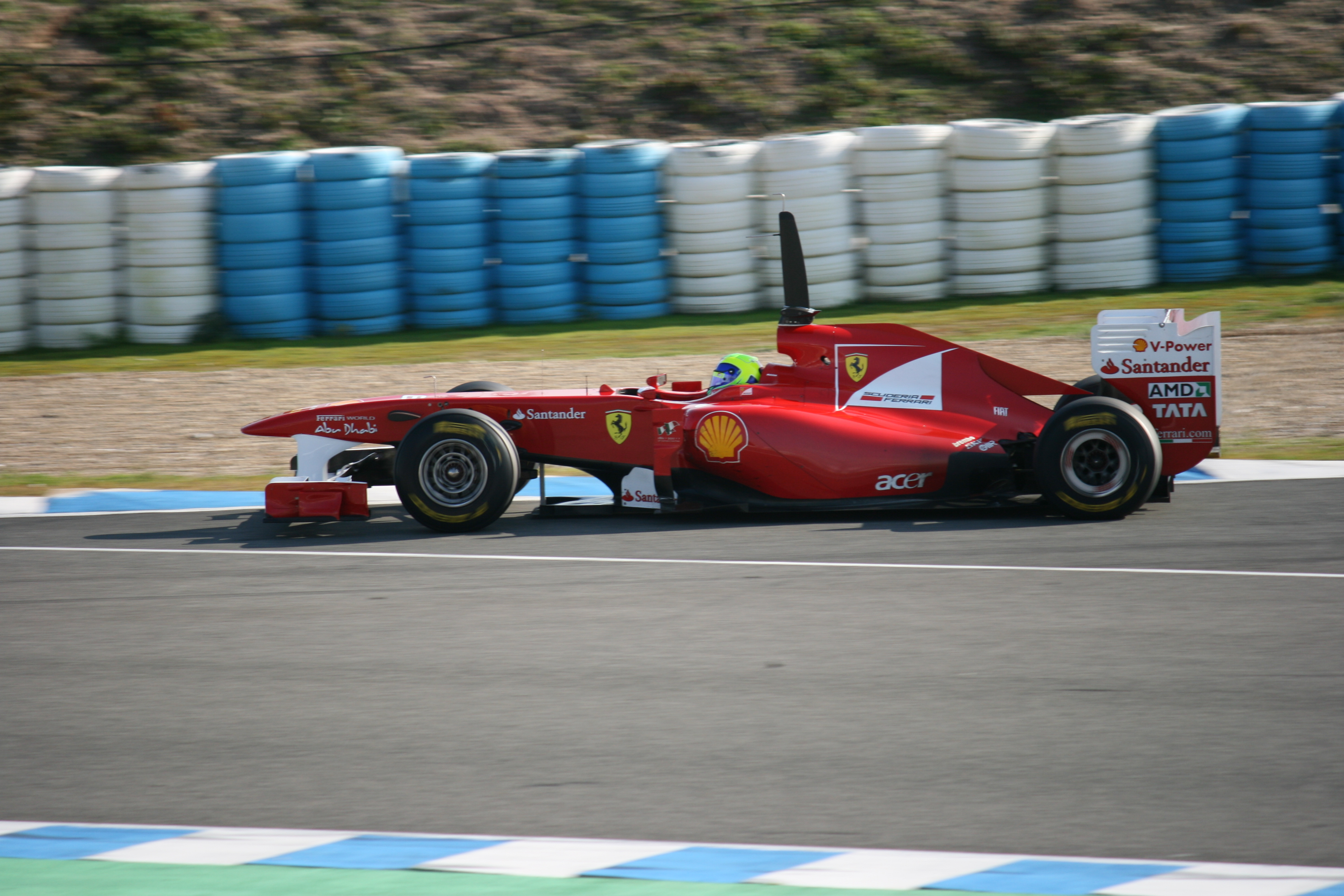
Felipe Massa nei test a Jerez.

La prima presa di contatto dei piloti con la F150 è avvenuta sulla pista di Fiorano il 28 e 29 gennaio. Questi test, organizzati prevalentemente per scopi promozionali, sono serviti ad avere per lo più un'idea generale della vettura prima dei test collettivi di Valencia, Jerez e Montmeló.
Il 1º febbraio la Ferrari e la maggior parte delle scuderie sono scese in pista sul circuito spagnolo di Valencia per la prima giornata di prove ufficiali. La Ferrari sì è occupata sin dall'inizio di studiare i flussi aerodinamici e di prendere confidenza con le nuove gomme al fine di capire quale direzione prendere nello sviluppo della sospensioni e dell'aerodinamica. I primi due giorni di prove hanno visto Alonso condurre la F150 senza riscontrare problemi ma, quando è stato il momento di Massa, la rottura di una fascetta ha causato una perdita d'olio che è finita sugli scarichi provocando un principio d'incendio. Questo inconveniente non ha però scoraggiato il brasiliano che a fine giornata aveva fatto segnare il miglior tempo.
Le due sessioni successive, e a Jerez e a Montmeló, hanno sottolineato che la Ferrari, rispetto alla Red Bull, era più indietro ma comunque davanti alle McLaren che manifestavano problemi di affidabilità del sistema di scarico. A Montmeló si è infine vista la versione definitiva della F150.

### Stagione 2011
La prima gara della stagione in Australia è una doccia fredda per la Ferrari. Infatti inaspettatamente la F150 si trova dietro anche alle Mp4-26 che, sostituiti gli scarichi con modelli più convenzionali, risultano più veloci sia in qualifica che in gara. Allo stesso modo il divario in qualifica con la Red Bull di Vettel sembra addirittura aumentato. A fine gara Alonso sarà quarto e Massa solo settimo. L'unica consolazione è il giro più veloce in gara fatto segnare da Massa e il fatto che sul passo gara la F150 non è poi lontana dalle Red Bull. In Malesia il copione sembra lo stesso: Red Bull imprendibili in qualifica e Ferrari che in gara gli si avvicinano sensibilmente e si trovano a lottare con le rinate McLaren per il podio. Tuttavia un contatto tra Alonso ed Hamilton a pochi giri dalla fine vanifica le speranze di podio per il ferrarista che si trovava in 3ª posizione. Infatti, entrambi i piloti saranno costretti a fermarsi ai box per sostituire rispettivamente musetto e pneumatici. Alla fine Alonso terminerà sesto dietro il compagno di squadra. Lo spagnolo, al pari di Hamilton, sarà anche penalizzato di 20 secondi per l'incidente, penalità che tuttavia non influirà sulla classifica finale.

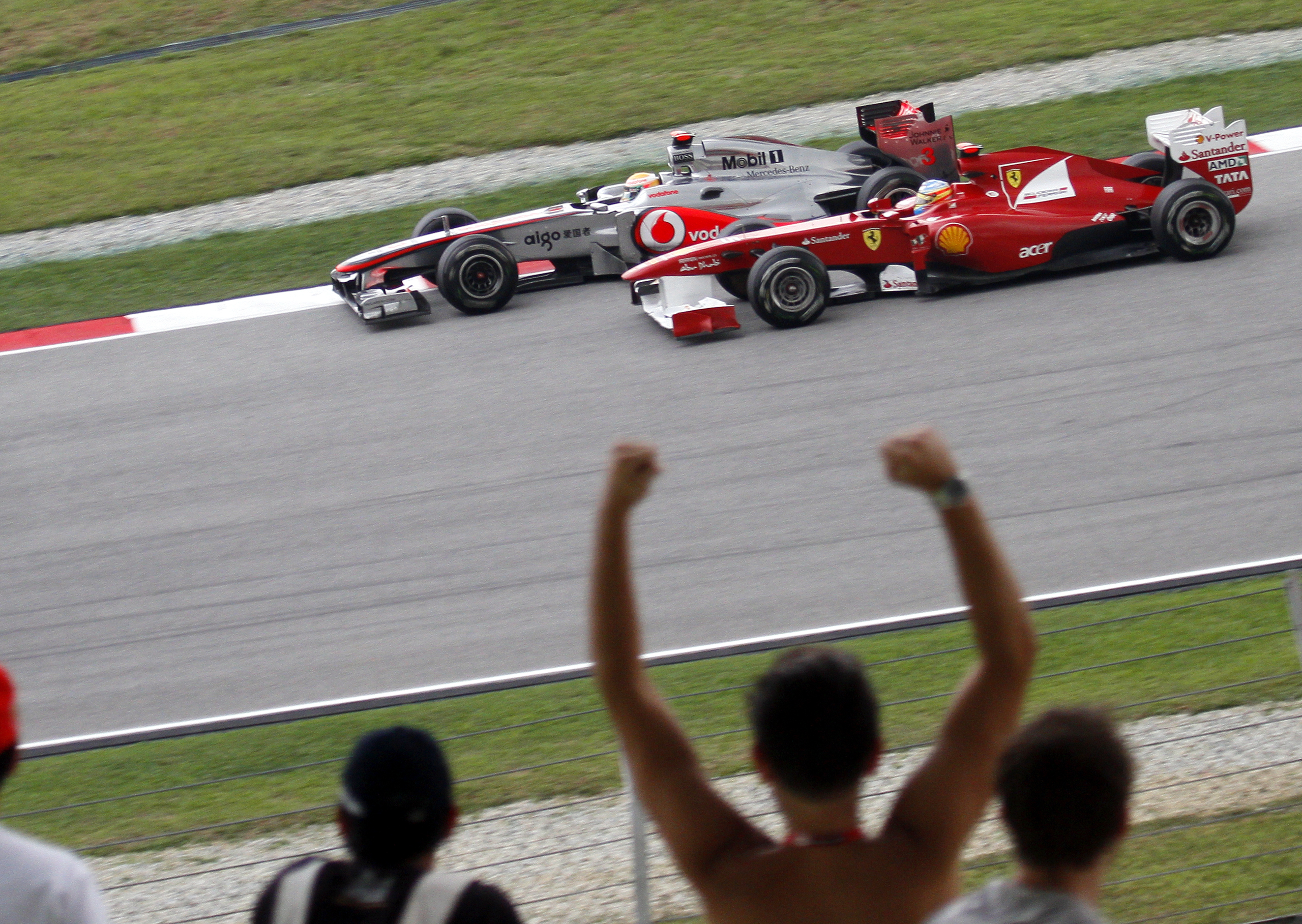
Fernando Alonso in lotta con Lewis Hamilton a Sepang.

Il successivo GP di Cina sancisce la ritrovata competitività delle McLaren che con Hamilton riesce a sopravanzare Vettel, in crisi di gomme a pochi giri dalla fine, e a conquistare un'insperata vittoria dopo il dominio Red Bull in qualifica. Le Ferrari, in evidente crisi di gomme, arrivano addirittura dietro la Mercedes di Nico Rosberg con Massa sesto e Alonso settimo che nelle ultime fasi pagavano più di un secondo al giro dai primi.
In Turchia la F150 riesce invece a conquistare il primo podio stagionale con Alonso che giunge terzo alle spalle di Vettel e Webber. Lo spagnolo riesce anche a tenere il ritmo delle due Red Bull per buona parte della gara prima di doversi arrendere al momento di montare le gomme dure. Al contrario Massa, partito decimo, termina fuori dalla zona punti. Questa buona prestazione è principalmente dovuta al fatto che il circuito di Istanbul non richiede un carico aerodinamico elevato e quindi la differenza tra vetture molto efficienti dal punto di vista aerodinamico, come le Red Bull, e le Ferrari diminuisce sensibilmente.
Nel successivo GP di Spagna la Ferrari toccherà invece uno dei punti più bassi della stagione. Nonostante l'ottima partenza di Alonso, che si ritrova in testa e comanderà la gara per 20 giri, la seconda parte di gara si rivela disastrosa con la F150 in netta crisi con le gomme dure. Alonso terminerà la gara quinto e doppiato di un giro mentre Massa è costretto al ritiro per un'uscita di pista.
I successivi gran premi si rivelano invece favorevoli alla F150. Infatti si tratta di circuiti cittadini lenti dove la Pirelli decide di portare le gomme a mescola più morbida con le quali la F150 si trova più a suo agio mascherando le sue carenze aerodinamiche. A Monaco Alonso giunge secondo alle spalle di Vettel e deve rinunciare ad insediare il tedesco in difficoltà negli ultimi giri a causa di una bandiera rossa con conseguente ripartenza. Massa è invece costretto al ritiro dopo un contatto con Hamilton. In Canada Alonso, che era stato tra i più veloci per tutto il week-end, deve ritirarsi per via di un contatto con Jenson Button durante un sorpasso mentre Massa, dopo un testacoda avvenuto durante un doppiaggio, arriva quinto beffando sul traguardo Kamui Kobayashi. A Valencia Alonso arriva ancora una volta secondo a poca distanza dal vincitore Vettel mentre Massa si deve accontentare ancora una volta del quinto posto nonostante negli ultimi giri recuperasse più di un secondo al giro su Hamilton in crisi con le gomme.
La ritrovata competitività in queste gare è anche confermata dalle buone prestazioni in qualifica che avvicinano sensibilmente le Red Bull che però continuano ad essere imbattibili sul giro secco. In queste gare, la Ferrari riesce anche a conservare un treno di gomme morbide in qualifica da usare poi in gara al contrario delle prime gare dove era stata costretta a fare più stint con le gomme a mescola dura.

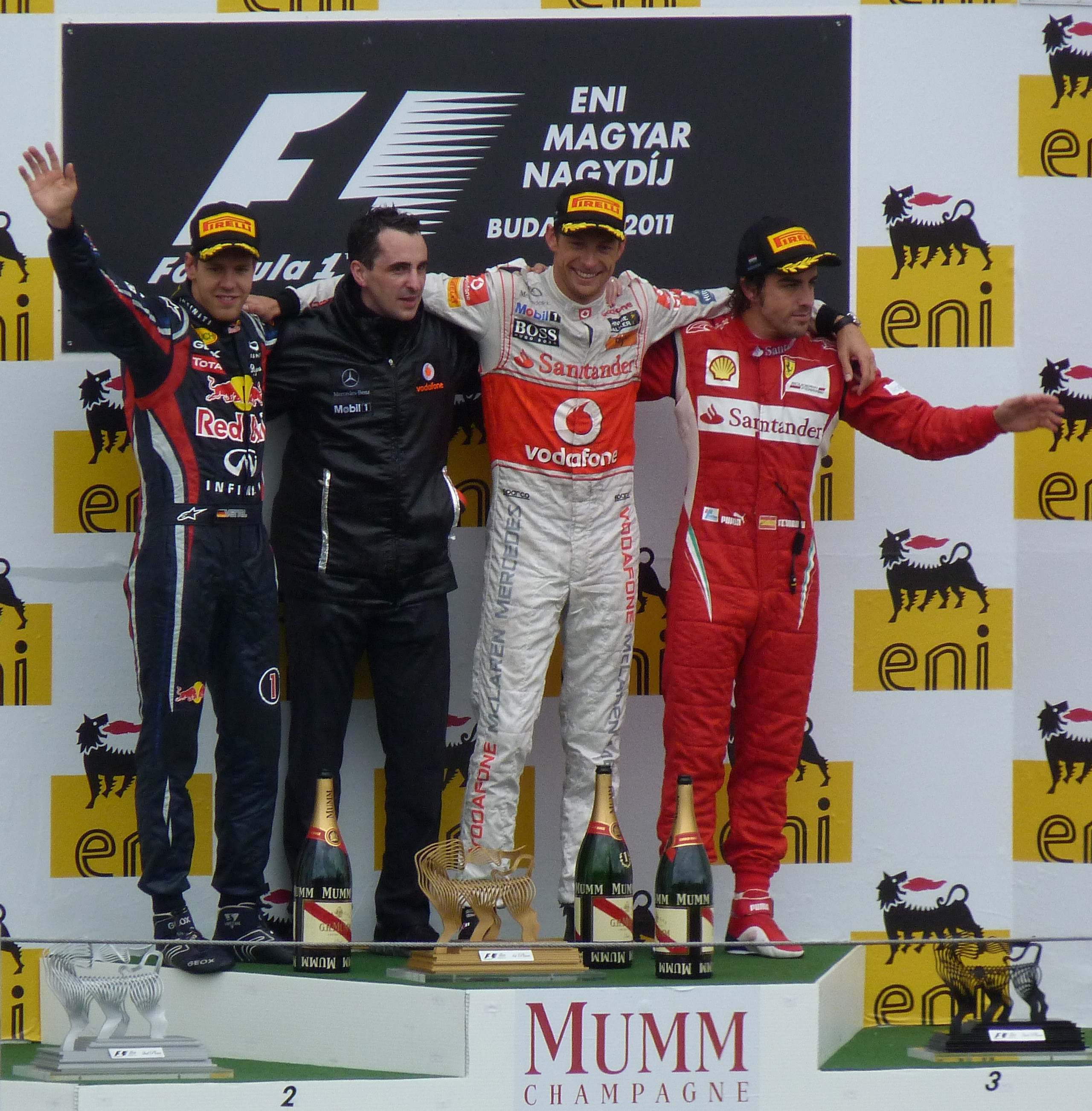
Il podio del Gran Premio d'Ungheria in cui Alonso conquistò il terzo posto, alle spalle di Button e Vettel.

Finalmente al GP di Gran Bretagna arriva la prima vittoria stagionale ad opera di Fernando Alonso che sfrutta un errore dei meccanici Red Bull durante il pit-stop di Vettel che giungerà secondo. La Ferrari può così festeggiare nel modo più appropriato il 60º anniversario della prima vittoria in F1, avvenuta proprio su quel tracciato, mentre Alonso eguaglia Jackie Stewart per il numero di vittorie in carriera. Massa arriva invece quinto subito dietro a Hamilton in crisi con il consumo di carburante e tenta, invano, di sorpassarlo all'ultima curva entrando anche in contatto con il britannico. Questo Gran Premio è stato anche caratterizzato dalle polemiche sugli scarichi soffiati che per quella gara erano stati vietati per poi essere riammessi, con alcune limitazioni, a partire dal GP successivo. I maligni sostengono che quella vittoria è arrivata proprio grazie a questo divieto ma gli scarichi soffiati fanno la differenza nelle curve lente e in frenata, non nei lunghi curvoni di Silverstone che si affrontano ad acceleratore spalancato. Le ragioni della vittoria vanno quindi ricercate negli aggiornamenti che la Ferrari ha apportato alla F150 prima della gara e che garantiscono maggiore carico aerodinamico e un migliore comportamento delle gomme.
I due GP successivi (Germania e Ungheria) confermano il buon momento di forma della F150 che conquista ancora un secondo e un terzo posto con Alonso mentre Massa termina rispettivamente quinto e sesto con il giro più veloce in Ungheria. In Germania la vittoria sfuma a causa dell'ottima forma di Lewis Hamilton che con la sua McLaren si trova a proprio agio nelle basse temperature tedesche mentre in Ungheria la pioggia favorisce ancora una volta la McLaren, che predilige le basse temperature, e va a vincere con Button. Tuttavia queste buone prestazioni vengono vanificate dal fatto che Vettel nella prima parte di stagione ha accumulato talmente tanti punti di vantaggio che può permettersi di gestire mentre i suoi avversari si tolgono punti a vicenda.
In occasione del GP del Belgio si è avuto un passo indietro rispetto alle gare precedenti anche grazie ai progressi tecnici degli avversari. Infatti la F150 torna ad avere problemi nel portare in temperatura le gomme e Alonso, con pneumatici a mescola media, è costretto a retrocedere dal 2º al 4º posto finale dopo essere stato superato a pochi giri di distanza sia da Webber che da Button.
In Italia Alonso riesce ad agguantare il 7° podio stagionale arrivando 3º mentre Massa è solo 6° ritardato da una collisione con Webber che lo aveva fatto scivolare in fondo alla classifica. La stagione si conclude con tre podi di Alonso (Giappone, India e Abu Dhabi) e con Massa che non riesce ad andare oltre il 5º come miglior risultato stagionale e così, per la prima volta dal 1992, la Ferrari non riesce ad ottenere almeno un podio per entrambi i piloti nel corso di un'intera stagione.

### Piloti
| Piloti ufficiali   | Piloti ufficiali     | Piloti ufficiali     |
| Nazione            | Nome                 | Numero               |
| ------------------ | -------------------- | -------------------- |
| Spagna (bandiera)  | Fernando Alonso      | 5                    |
| Brasile (bandiera) | Felipe Massa         | 6                    |
| Collaudatori       |                      |                      |
| Nazione            | Nome                 | Nome                 |
| Francia (bandiera) | Jules Bianchi        | Jules Bianchi        |
| Italia (bandiera)  | Giancarlo Fisichella | Giancarlo Fisichella |
| Spagna (bandiera)  | Marc Gené            | Marc Gené            |
| Italia (bandiera)  | Andrea Bertolini     | Andrea Bertolini     |
| Italia (bandiera)  | Davide Rigon         | Davide Rigon         |

## Risultati F1
| Anno | Team             | Motore             | Gomme | Piloti |   |   |   |    |     |     |     |   |   |   |   |   |   |   |   |   |     |   |   | Punti | Pos. |
| ---- | ---------------- | ------------------ | ----- | ------ | - | - | - | -- | --- | --- | --- | - | - | - | - | - | - | - | - | - | --- | - | - | ----- | ---- |
| 2011 | Scuderia Ferrari | Ferrari 056 2.4 V8 | P     | Alonso | 4 | 6 | 7 | 3  | 5   | 2   | Rit | 2 | 1 | 2 | 3 | 4 | 3 | 4 | 2 | 5 | 3   | 2 | 4 | 375   | 3º   |
| 2011 | Scuderia Ferrari | Ferrari 056 2.4 V8 | P     | Massa  | 7 | 5 | 6 | 11 | Rit | Rit | 6   | 5 | 5 | 5 | 6 | 8 | 6 | 9 | 7 | 6 | Rit | 5 | 5 | 375   | 3º   |

| Legenda | 1º posto     | 2º posto | 3º posto    | A punti         | Senza punti/Non class.  | Grassetto – Pole position Corsivo – Giro più veloce |
| Legenda | Squalificato | Ritirato | Non partito | Non qualificato | Solo prove/Terzo pilota | Grassetto – Pole position Corsivo – Giro più veloce |